# Urbano García Alonso

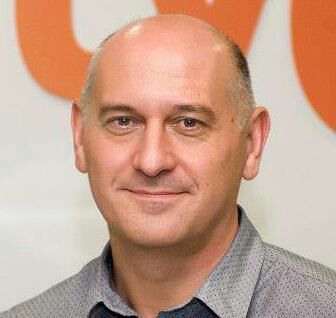
Urbano García Alonso 2013

Urbano García Alonso (* 13. Februar 1965 in Plasencia, Spanien) ist ein spanischer Journalist.

## Biografie
Urbano García Alonso hat einen Abschluss in Kommunikationswissenschaft der Universität Complutense Madrid. Während seines Studiums absolvierte er ein Praktikum bei der Zeitung „El Periódico de Extremadura“ und beim spanischen Radionetzwerk „COPE“ in Cáceres. Während der letzten zwei Jahre seines Studiums arbeitete er bei „Radiocadena Española“ (heute „Radio Nacional de España“) in Plasencia.
Im Mai 1989 nahm er an Auswahlprüfungen für den öffentlichen Dienst des Fernsehnetzwerkes „Televisión Española“ (TVE) teil und wurde schon im September bei diesem beschäftigt. Zu Beginn arbeitete er dort als Redakteur, später auch in weiteren Bereichen, unter anderem als Moderator. Er realisierte unter anderem Nachrichten-, Musik-, Landwirtschafts- und Sportsendungen.
1991 erhielt er den Posten als Chefredakteur für Nachrichten und übte diesen während dieses Jahres aus. 
1996 wurde er zum Geschäftsführer des „TVE Extremadura“ ernannt und blieb bis 2002 in diesem Amt.
Zwischen 2008 und 2011 machte er eine Auszeit bei TVE und begann beim „Canal Extremadura Televisión“ als Leiter für Sport und Programmplanung zu arbeiten. Außerdem führte er Regie bei Sendungen wie „Todo DXT“ oder „Zona Champions“, die er auch moderierte.
Nach der Phase beim „Canal Extremadura Televisión“ kehrte er zu TVE zurück und arbeitete wieder als Nachrichtenredakteur und -moderator.
Seit Oktober 2012 ist er Geschäftsführer des „RTVE Extremadura“.
Urbano García Alonso wohnt derzeit in Mérida, Spanien.

## Besonderheiten
Urbano García Alonso ist einer der ersten aus Extremadura stammenden Journalisten, die im Fernsehen, Radio, Internet und in der Presse tätig waren. Des Weiteren ist er der einzige TV-Journalist in Extremadura, der durchgängig wichtige Posten besetzte, unabhängig davon, welche politische Partei gerade das Land regierte.
In einem privaten Interview sagte Urbano García:

„Das, was auf dem Bildschirm zu sehen ist, ist nur die Spitze des Eisbergs. Das Fernsehen ist Teamarbeit.“

| Personendaten    | Personendaten         |
| ---------------- | --------------------- |
| NAME             | García Alonso, Urbano |
| KURZBESCHREIBUNG | spanischer Journalist |
| GEBURTSDATUM     | 13. Februar 1965      |
| GEBURTSORT       | Plasencia, Spanien    |